# Euryobeidia languidata
Euryobeidia languidata là một loài bướm đêm trong họ Geometridae.